# Исхен
И́схен (др.-греч. Ἴσχενος) — в древнегреческой мифологии герой, с которым связывали одну из версий происхождения Тараксиппа в Олимпии. Павсаний, перечисляя семь вариантов мифа о Тараксиппе, ничего не говорит о нём, однако Ликофрон упоминает «могилу землерождённого Исхена», которая страшит лошадей.
Согласно Цецу, Исхен был либо «землерожденным» (сыном Геи), либо сыном Гиганта (сына Гермеса и Иереи). Когда страну поразил голод, оракул сообщил, что для блага родины нужно принести в жертву человека, и Исхен добровольно вызвался пожертвовать собой. Его могилу показывали в Кронионе, его почитали во время состязаний в Олимпии.
Предполагается, что Исхен как Тараксипп — одна из ипостасей Посейдона.